# Canetoma
Canetoma is een geslacht van weekdieren uit de klasse van de Gastropoda (slakken).

## Synoniem
- Canetoma tersa Bartsch, 1941 => Propebela tersa (Bartsch, 1941)